# North Northamptonshire
North Northamptonshire – dystrykt typu unitary authority obejmujący północno-wschodnią część hrabstwa ceremonialnego Northamptonshire, w Anglii.
Utworzony został 1 kwietnia 2021 roku w wyniku połączenia dystryktów niemetropolitalnych Corby, East Northamptonshire, Kettering oraz Wellingborough i jednoczesnej likwidacji hrabstwa niemetropolitalnego Northamptonshire. Ośrodkiem administracyjnym jest miasto Kettering.
Powierzchnia dystryktu wynosi 986,6026 km², liczba ludności 316 851 (2011).